# Аарон Гант
Аарон Гант (нім. Aaron Hunt; нар. 4 вересня 1986, Гослар) — німецький футболіст, півзахисник. Відомий виступами за клуби «Гамбург» та «Вердер».
Більшу частину кар'єри провів у «Вердері», у складі якої вигравав Кубок та Суперкубок Німеччини, а також кубок німецької ліги. Крім того провів три матчі за національну збірну Німеччини.

## Клубна кар'єра
Народився 4 вересня 1986 року в місті Гослар. Розпочав займатись футболом у юнацькій команді «Окер», з якої 1999 року перейшов в академію клубу «Госларер 08» з рідного міста. З 2001 року перебував в молодіжній команді «Вердера».

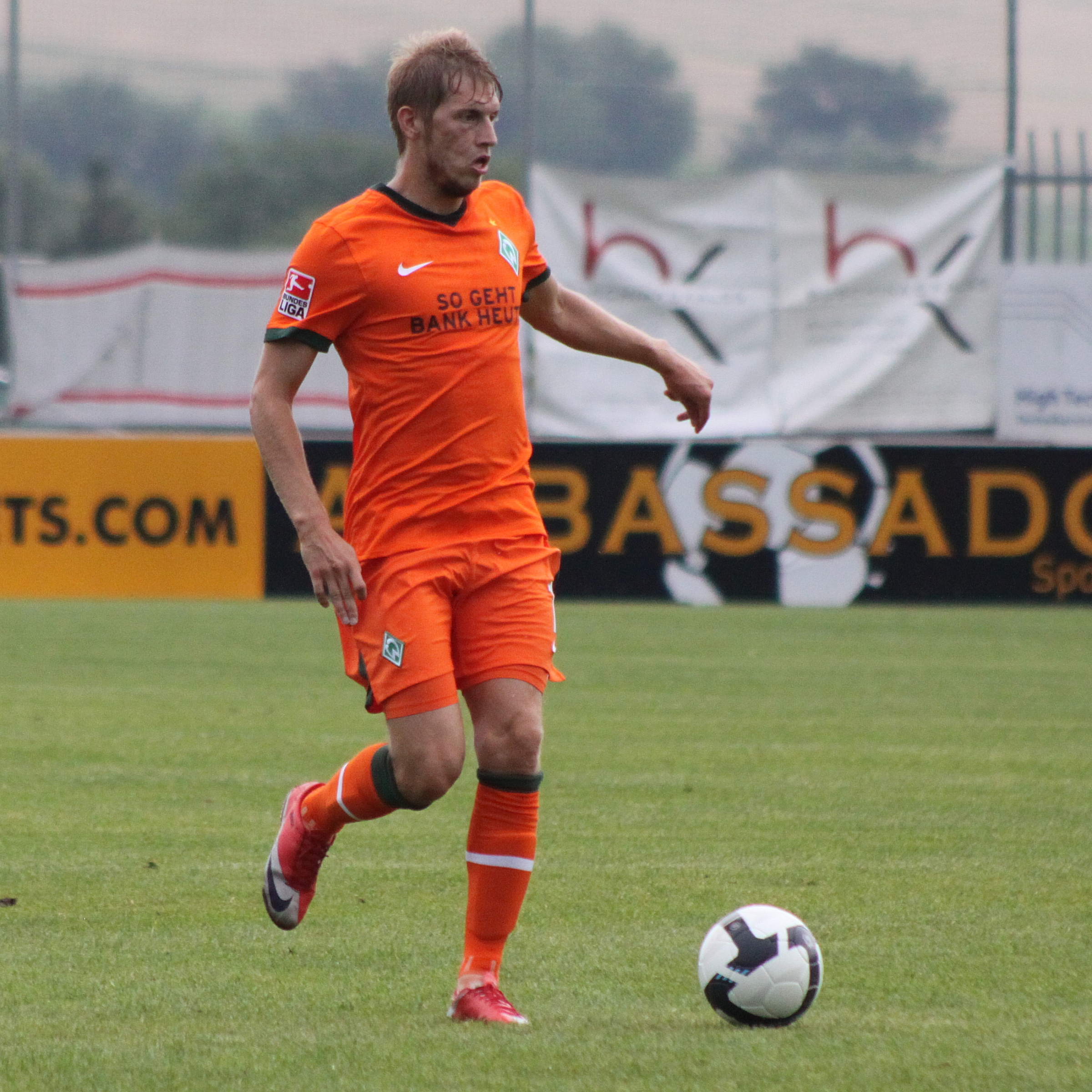
Аарон Гант під час виступів за «Вердер». 15 липня 2009 року.

З 2003 року став виступати за «Вердер» II у Регіоналлізі. 18 вересня 2004 року Гант дебютував за основну команду, вийшовши на заміну в грі чемпіонату проти клубу «Ганновер 96». А вже під час своєї першої появи в стартовому складі, в матчі проти менхенгладбахської «Боруссії» 12 лютого 2005 року він забив свій перший гол у лізі, ставши наймолодшим в історії бомбардиром «Вердера» у віці 18 років і 161 днів.
Влытку 2006 року виграв з командою кубок німецької ліги, після чого став основним гравцем команди і в сезоні 2008/09 виборов з командою титул володаря Кубка Німеччини, а також став володарем національного суперкубка та дійшов до фіналу Кубка УЄФА, в якому німецька команда поступилась донецькому «Шахтарю» (1:2).
8 березня 2014 року, в матчі проти «Нюрнберга», в одному з ігрових моментів після падіння Аарона суддя матчу Мануель Грефе призначив пенальті, з яким не погодився сам постраждалий. Гант підійшов до судді з проханням скасувати рішення, оскільки фолу на ньому не було. Після матчу півзахисник сказав, що просто зачепився за газон, намагаючись уникнути зіткнення із захисником.
27 травня 2014 року Гант перейшов в «Вольфсбург», підписавши контракт до 2017 року. З «вовками» Гант також став володарем Кубка та Суперкубка Німеччини, але закріпитись в основному складі не зумів.
31 серпня 2015 року, в останній день трансферного вікна, Гант перейшов у «Гамбург», підписавши трирічний контракт. Дебютував за нову команду 11 вересня 2015 в матчі Бундесліги проти «Боруссії» (Менхенгладбах) (3:0). Наразі встиг відіграти за гамбурзький клуб 7 матчів в національному чемпіонаті.

## Виступи за збірні
Оскільки мати Аарона англійка, Гант мав право вибирати за яку збірну буде виступати. Тим не менш, футболіст заявив, що буде грати тільки за Німеччину, країну, в якій він народився. Гант сказав: «Я радий, що Англія висловила зацікавленість в мені. Але я хочу грати за Німеччину. Це країна, де я виріс і грав в футбол, і це здається логічним рішенням, щоб виступати за її збірну».
2002 року Гант дебютував у складі юнацької збірної Німеччини, взяв участь у 15 іграх на юнацькому рівні, відзначившись 7 забитими голами.
Протягом 2005–2009 років залучався до складу молодіжної збірної Німеччини. На молодіжному рівні зіграв у 13 офіційних матчах, забив 3 голи.
18 листопада 2009 року дебютував в офіційних матчах у складі національної збірної Німеччини у товариській грі проти збірної Кот-д'Івуару (2:2). Наразі провів у формі головної команди країни 3 матчі. В серпні 2010 року провів свій другий матч за збірну в грі проти Данії, а у 2013 році у матчі проти Еквадору провів свій останній третій матч за збірну.

## Титули і досягнення
- Володар Кубка Німеччини (3):

«Вердер»: 2003-04, 2008-09
«Вольфсбург»: 2014-15
- Володар Суперкубка Німеччини (2):

«Вердер»: 2009 (неофіційний)
«Вольфсбург»: 2015
- Володар Кубка німецької ліги (1):

«Вердер»: 2006